# HAT-P-14b
HAT-P-14b é um planeta extrassolar que orbita a estrela HAT-P-14. Esse planeta foi descoberto pelo trânsito, e foi proposto para publicação em 10 de março de 2010.
HAT-P-14b se localiza a aproximadamente 205 parsecs (670 anos-luz de distância da Terra na constelação de Hércules, orbitando a estrela de classe F e décima magnitude HAT-P-14.